# 舒昂黨人起義
舒昂黨人起義（法語：Chouannerie，得名自起義領導人舒昂兄弟），又译朱安黨人起義，是在法国大革命期间，在法国西部12省（特别是在布列塔尼和曼恩）由保皇派發動的反對法兰西第一共和国的起义。起義从1794年春天一直持续到1800年， 共分三个阶段进行。
起义主要是由国民公会通过的《教士的公民组织法》（1790年）和全民动员征兵政策（1793年）引起的。布列塔尼协会为捍卫法国君主制和恢复1789年被废止的布列塔尼的特定法律和习俗試圖發動起义。 第一次起義在1792年爆发，并逐步发展为农民起义以及游击战 ，戰爭規模日益擴大，起義直到保皇派在1800年被共和国军队击败才结束。

## 流行文化
19世紀法國文豪巴爾札克發表的歷史小說《朱安黨人》便是以此為背景。

## 扩展阅读
- Furet，François和Mona Ozouf编辑。 法国大革命的重要字典 （1989），第3-10页
- 萨瑟兰，唐纳德。 The Chouans：流行的反革命的社会起源在上部布列塔尼，1770-1796 （1982）
- This article incorporates text from a publication now in the   This article incorporates text from a publication now in the     Nuttall百科全书 。 伦敦和纽约：弗雷德里克·沃恩。